# Монте Видон Комбате
Монте Видон Комбате (итал. Monte Vidon Combatte) насеље је у Италији у округу Фермо, региону Марке.
Према процени из 2011. у насељу је живело 511 становника. Насеље се налази на надморској висини од 364 м.

## Становништво
| 1931. | 1936. | 1951. | 1961. | 1971. | 1981. | 1991. | 2001. | 2011. |
| ----- | ----- | ----- | ----- | ----- | ----- | ----- | ----- | ----- |
| 1.409 | 1.434 | 1.571 | 1.205 | 749   | 606   | 520   | 511   | 459   |